# Сарајевски тролејбус
Сарајевски тролејбус је тролејбуски систем у главном граду Босне и Херцеговине, Сарајеву. Власник тролејбуса је Јавно комунално предузеће Градски саобраћај Сарајево, који такође води и градске аутобуске и трамвајске линије. Први тролејбус у Сарајеву пуштен је у саобраћај 1984. године. Данас сарајевски тролејбуски систем има 6 линија.

## Линије
- 101: Трг Аустрије — Отока
- 102: Језеро — Отока
- 103: Трг Аустрије — Добриња
- 105: Трг Аустрије — Вогошћа
- 107: Језеро — Добриња
- 108: Отока — Добриња

### Бивше линије
- 104: Трг Аустрије — Мојмило
- 106: Отока — Вогошћа

## Возни парк
- NAW / Hess / BGT — 23 тролејбуса
- MAN SL 172 HO — 1 тролејбус
- БКМ-433.00D - 13 тролејбуса
- MAN SG 200 HO — 0 тролејбуса
- Škoda 21Tr — 0 тролејбуса
- Mercedes-Benz О405GTD —0 тролејбуса